# 小行星6139
小行星6139（英語：6139 Naomi）是一颗围绕太阳公转的小行星。1992年1月10日，杉江淳在Dynic发现了此天体。
这颗小行星的绝对星等为281.2241443633689等。